# Nuwara Eliya
Nuwara Eliya (výslovnost [nuwərə ɛlijə], sinhálsky නුවර එළිය, tamilsky நுவரேலியா, doslova Město světla) je okresní město ve Střední provincii na Srí Lance. Leží v horách nedaleko nejvyššího vrcholu země Pidurutalagala. Žije v něm 27 500 obyvatel.

## Historie
Neobydlenou oblast objevil v roce 1819 britský cestovatel John Davy. Začali zde jezdit na rekreaci a později se i trvale usazovat koloniální úředníci vzhledem k mírnému vysokohorskému podnebí připomínajícím britské ostrovy: průměrná roční teplota je 16,3 °C, roční srážky činí 2050 mm. V roce 1846 založil město důstojník a dobrodruh Samuel Baker, který zavedl v oblasti pěstování zeleniny, ovoce a kávovníku. Koncem 19. století vyhubila kávovník plíseň Hemileia vastatrix a majitelé zdejších plantáží se zaměřili na čajovník čínský, kterému klima okolo Nuwara Eliya mimořádně svědčí a zdejší typ čaje Orange pekoe patří k nejkvalitnějším na světě. Kromě toho se v okolí města pěstují brambory, mrkev a růže, kterým vyhovuje mírné klima.

## Poloha
Město leží v sinhálsky mluvící části ostrova, žijí zde však téměř čtyři tisíce Tamilů z Indie, kteří přišli za prací na místní čajové plantáže. Bývají nazýváni plantážní nebo horští Tamilové pro odlišení od Tamilů obývajících severní část Cejlonu. Tamilové v Nuwara Eliya využívají hinduistický chrám Sita Amman, který je zmiňován v eposu Rámájana.
Město bývá nazýváno Malá Anglie. Nachází se zde jediné dostihové závodiště na Srí Lance, golfové hřiště, množství klubů a dalších budov z koloniálního období. Nedaleko leží botanická zahrada Hakgala, národní park Horton Plains a jezero Lake Gregory, kde přistávají hydroplány spojující město s Kolombem.

## Galerie

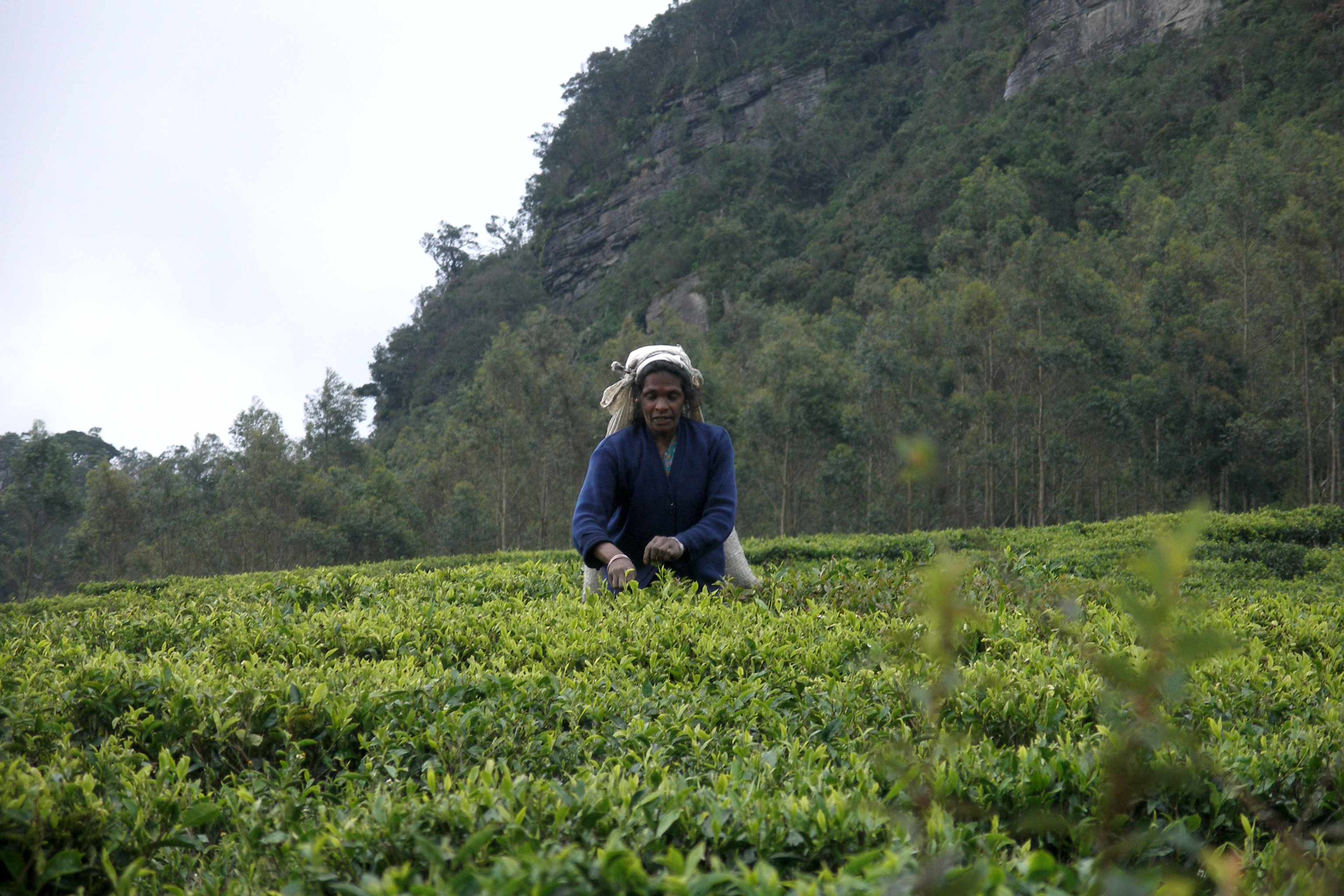
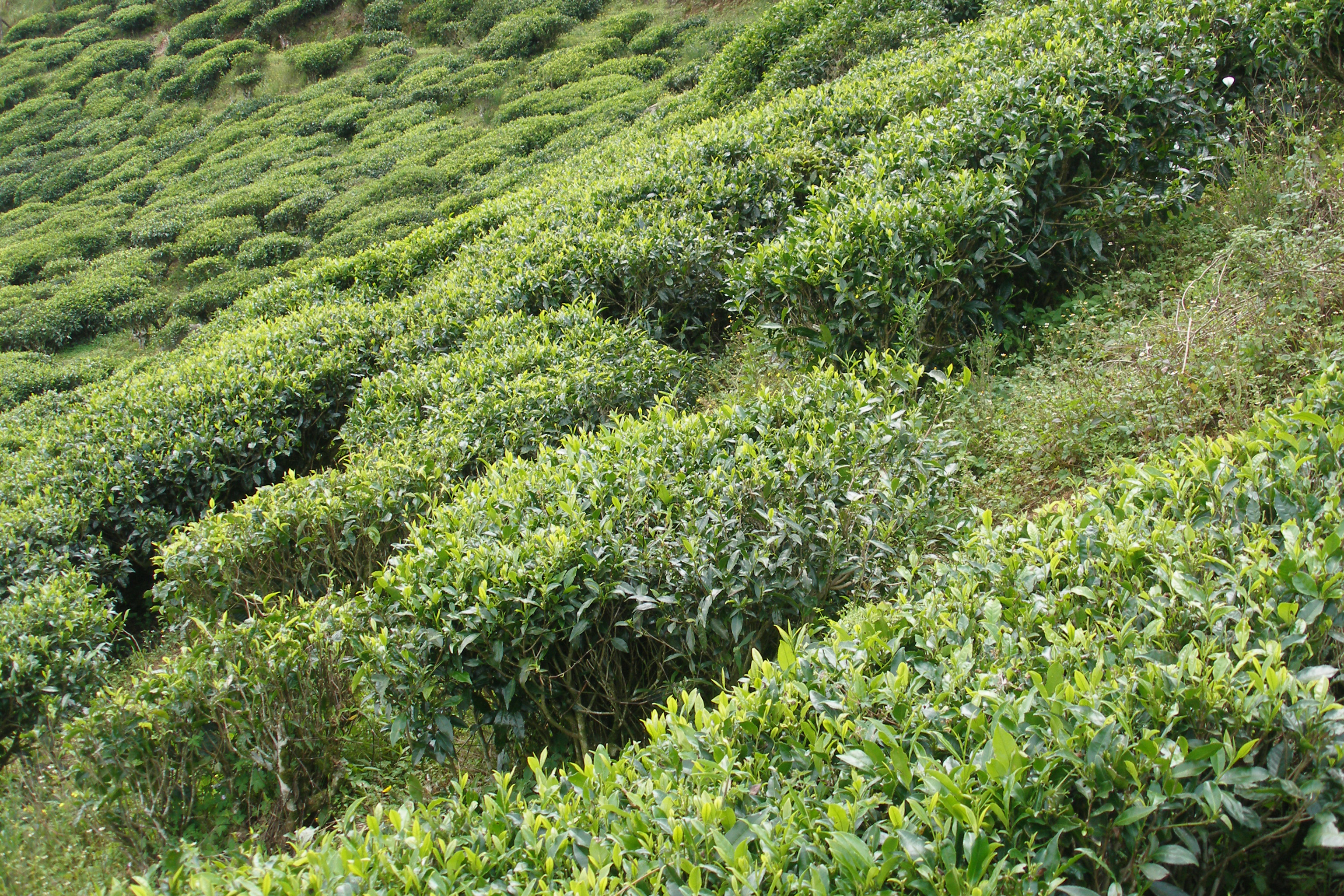
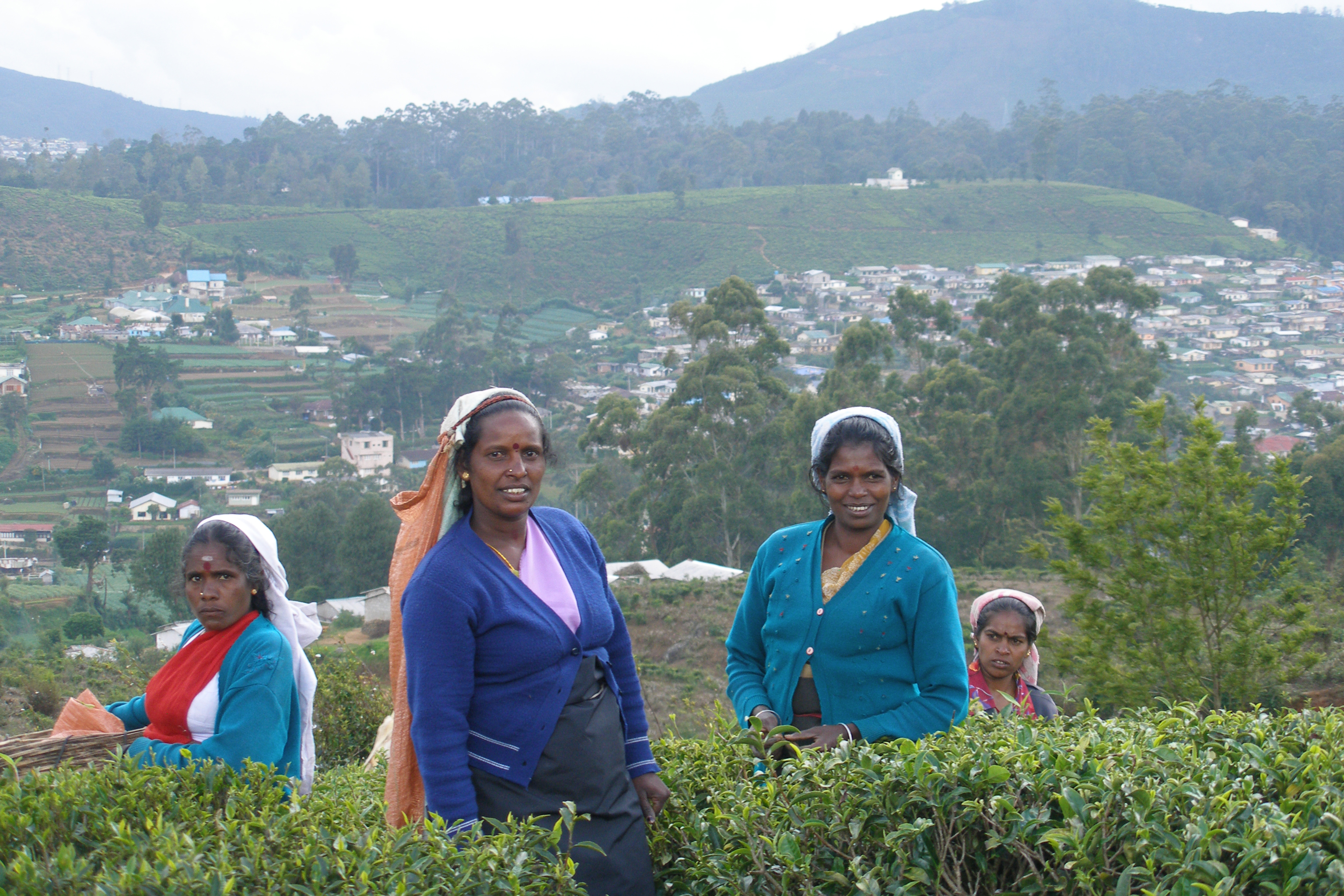
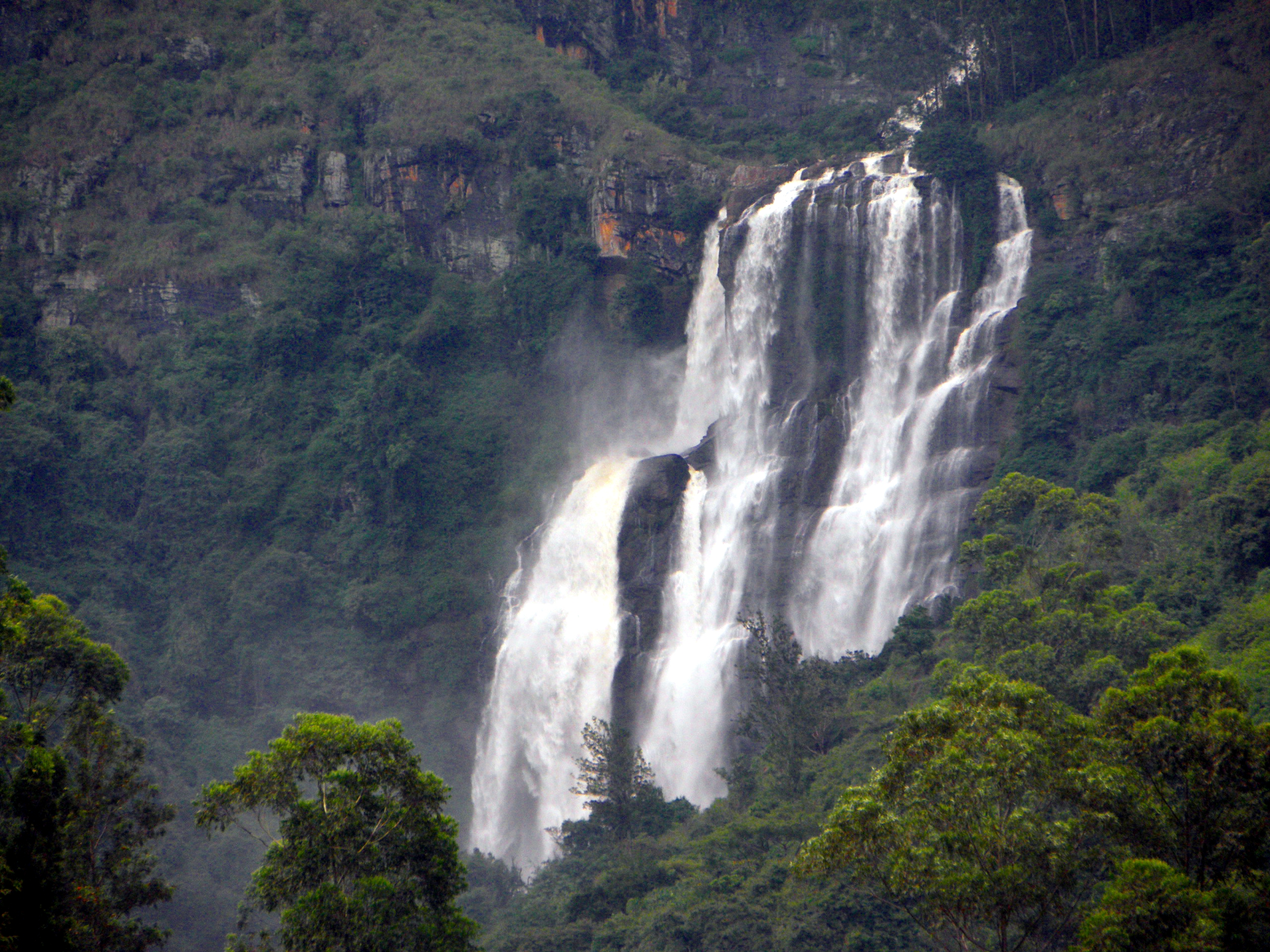
Vodopád Bomburu Ella poblíž města

## Partnerská města
- Jung-čou, Čína
- Udži, Japonsko
- Vidnoje, Rusko